# Ścibiorów
Ścibiorów – wieś w Polsce położona w województwie łódzkim, w powiecie brzezińskim, w gminie Brzeziny.
W latach 1975–1998 miejscowość należała administracyjnie do województwa skierniewickiego.
Miejscowość nie jest wymieniona w spisie powszechnym z 2011.